# Canton de Briouze
Le canton de Briouze est une ancienne division administrative française située dans le département de l'Orne et la région Basse-Normandie.

## Géographie
Ce canton était organisé autour de Briouze dans l'arrondissement d'Argentan. Son altitude variait de 157 m (Lougé-sur-Maire) à 345 m (Le Ménil-de-Briouze) pour une altitude moyenne de 231 m.

## Représentation

### Conseillers d'arrondissement (de 1833 à 1940)
| Période                                  | Période          | Identité                                                     | Étiquette                   | Qualité |
| ---------------------------------------- | ---------------- | ------------------------------------------------------------ | --------------------------- | --- |
| 1833                                     | 1836             | Alexandre François Jules de Vaucelles de Ravigny (1798-1851) |                             | Égyptologue, maire de Lignou, ancien sous-préfet                                                            |
| 1836                                     | 1842             | Pierre-François Bocage                                       |                             | Docteur-médecin, juge de paix à Briouze                                                                     |
| 1842                                     | 1848             | Jean André Masson (1801-1862)                                |                             | Notaire à Saint-Hilaire-de-Briouze                                                                          |
| 1848                                     |                  | Pierre-François Bocage                                       |                             | Docteur-médecin, juge de paix à Briouze                                                                     |
|                                          |                  |                                                              |                             | |
| av.1868                                  | 1870             | Gustave Le Vavasseur                                         |                             | Maire de La Lande-de-Lougé                                                                                  |
|                                          |                  |                                                              |                             | |
|                                          | 1904 (démission) | Comte Jules Marie Stephen de Vaucelles (1869-1926)           | Nationaliste                | Propriétaire, maire de Lignou                                                                               |
| 24 avr.1904                              | 1919             | Victor Tranchant (1874-1962)                                 | Républicain antiministériel | Cultivateur, maire de Briouze                                                                               |
| 1919                                     | 1926             | Georges Petit                                                | RG puis PDP                 | Médecin inspecteur des enfants du premier âge, propriétaire à Briouze                                       |
| 1926                                     | 1940             | Pierre Goubie                                                | URD                         | Propriétaire, avocat au Conseil d'État, maire de Saint-André-de-Briouze                                     |
| 1940                                     |                  |                                                              |                             | Les conseils d'arrondissement ont été suspendus par la loi du 12 octobre 1940 et n'ont jamais été réactivés |
| Les données manquantes sont à compléter. |                  |                                                              |                             | |

### Conseillers généraux de 1833 à 2015
| Période         | Période          | Identité                                           | Étiquette          | Qualité |
| --------------- | ---------------- | -------------------------------------------------- | ------------------ | --- |
| 1833            | 1836             | Jacques François Louis Chausson de la Salle        |                    | Propriétaire à Lougé-sur-Maire, ancien président du conseil général (1809)                                  |
| 1836            | 1848             | Alexandre François Jules Vaucelle de Ravigny       |                    | Maire de Lignou, ancien sous-préfet, conseiller d'arrondissement                                            |
| 1848            | 1862 (décès)     | Jean-André Masson                                  |                    | Juge de paix à Saint-Hilaire-de-Briouze, conseiller d'arrondissement                                        |
| 1862            | 1870             | Adolphe-Jean Lemasquerier                          |                    | Propriétaire à Saint-André-de-Briouze                                                                       |
| 1870            | 1896 (décès)     | Gustave Le Vavasseur                               | Droite             | Maire de La Lande-de-Lougé, conseiller d'arrondissement                                                     |
| 1896            | 1904 (décès)     | Maxime-Gustave du Bosc                             | Droite             | Maire de Pointel                                                                                            |
| 1904            | 1926 (décès)     | Comte Jules Marie Stephen de Vaucelles (1869-1926) | Nationaliste       | Propriétaire, maire de Lignou, conseiller d'arrondissement                                                  |
| 1926            | 1940             | Georges Petit                                      | PDP                | Médecin à Briouze, conseiller d'arrondissement                                                              |
|                 |                  |                                                    |                    | |
| 1945            | 1951 (décès)     | Pierre Goubie (1879-1951)                          | DVD puis RPF       | Propriétaire, avocat au Conseil d'État, maire de Saint-André-de-Briouze, ancien conseiller d'arrondissement |
| 1951            | 1966 (démission) | Gérasime Huet (1892-1968)                          | DVD puis UNR       | Cultivateur, maire de La Lande-de-Lougé                                                                     |
| 29 janvier 1967 | 1973             | Georges Demaine (1903-1994)                        | DVD                | Exploitant agricole, maire de Pointel                                                                       |
| 1973            | 1998             | Jacques de Malglaive (1924-2016)                   | Centriste puis RPR | Exploitant agricole, maire du Grais (1963-2008), président de la CC du Pays de Briouze jusqu'en 2008        |
| 1998            | 2004             | Jenny Corbeau                                      | UDF                | Infirmière retraitée Maire de Briouze (1977-1989 )                                                          |
| 2004            | 2015             | Jean-Pierre Salles                                 | DVD                | Retraité de l'assurance, maire de Briouze (2001-2020)                                                       |

Le canton participe à l'élection du député de la troisième circonscription de l'Orne.

## Composition

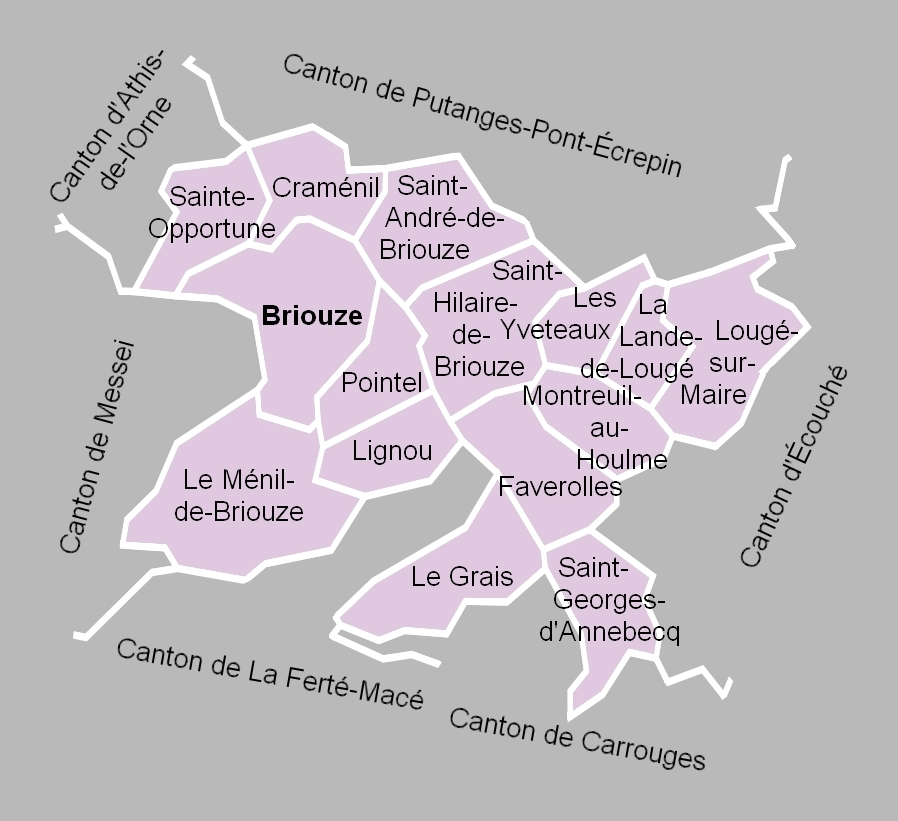
La carte des communes du canton. Les cantons limitrophes étaient ceux d'Athis-de-l'Orne, de Putanges-Pont-Écrepin, d'Écouché, de Carrouges, de La Ferté-Macé et de Messei.

Le canton de Briouze comptait 4 614 habitants en 2012 (population municipale) et regroupait quinze communes :
- Briouze ;
- Craménil ;
- Faverolles ;
- Le Grais ;
- La Lande-de-Lougé ;
- Lignou ;
- Lougé-sur-Maire ;
- Le Ménil-de-Briouze ;
- Montreuil-au-Houlme ;
- Pointel ;
- Saint-André-de-Briouze ;
- Saint-Georges-d'Annebecq ;
- Saint-Hilaire-de-Briouze ;
- Sainte-Opportune ;
- Les Yveteaux.

À la suite du redécoupage des cantons pour 2015, les communes de Briouze, Craménil, Faverolles, Le Grais, Lignou, Le Ménil-de-Briouze, Montreuil-au-Houlme, Pointel, Saint-André-de-Briouze, Saint-Hilaire-de-Briouze, Sainte-Opportune et Les Yveteaux sont rattachées au canton d'Athis-de-l'Orne et les communes de La Lande-de-Lougé, Lougé-sur-Maire et Saint-Georges-d'Annebecq à celui de Magny-le-Désert.

### Anciennes communes
Les anciennes communes suivantes étaient incluses dans le canton de Briouze :
- Chêne-Sec, absorbée en 1821 par Craménil.
- Saint-Denis-de-Briouze, absorbée en 1821 par Saint-André-de-Briouze.
- Les Authieux, absorbée en 1821 par Les Yveteaux.

## Démographie
| 1962  | 1968  | 1975  | 1982  | 1990  | 1999  | 2006  | 2011  | 2012  |
| ----- | ----- | ----- | ----- | ----- | ----- | ----- | ----- | ----- |
| 5 369 | 5 277 | 4 806 | 4 574 | 4 380 | 4 341 | 4 630 | 4 627 | 4 614 |